# Конституційне право Канади
Конституційне право Канади — частина канадського права, що належить до інтерпретації та застосування Конституції Канади судами. Всі закони Канади, як провінційні, так і федеральні, повинні узгоджуватися з Конституцією, і будь-який закон, який не відповідає їй, недійсний.

## Конституційні тексти англійського походження
Власне Конституції Канада не має. Так звана «Конституція Канади» — це сукупність текстів, написаних англійською владою за багато століть. Ці документи становлять основу ряда юридичних і політичних принципів, в тому числі принципу Common law.
- Хартія вольностей — 1100 (Charter of Liberties): передвісницю Magna Carta Libertatum, визначає межі королівських правочинів з оподаткування та релігійних свобод, зокрема в тому, що стосується єпископств, церковних парафій і симонії.
- Magna Carta Libertatum — 1215: Визначає межі королівських правочинів, вводячи такі принципи, як habeas corpus, правові гарантії і свобода торгівлі.
- Мертонський статут — 1235 (Statute of Merton): Мертонський статут також визначає межі королівських правочинів, вводячи принцип общинного права і стаючи основою принципу common law і встановлення права власності.
- Оксфордські провізії — 1258 (Provisions of Oxford): Цей документ визначає законність Парламенту і законодавчих зборів, вводячи принцип парламентського контролю та відповідальності міністрів.
- Вестминстерські провізії — 1259 (Provisions of Westminster): Цей документ підкріплює Оксфордські провізії, включає пропозиції урядової реформи, зокрема цивільного, а також кримінального права. Крім визначення взаємних прав і відповідальності власників і володарів, вони трансформують податкове і спадкове право.
- Мальбороський статут — 1267 (Statute of Marlborough)
- Головні пропозиції — 1647 (Heads of Proposals)
- Патніське обговорення — 1647 (Putney Debates)
- Угода народу — 1647—1649 (Agreement of the People)
- Інструмент уряду — 1653 (Instrument of Government)
- Думка і скромна петиція — 1657 (Humble Petition and Advice)
- Білль про права — тисячі шістсот вісімдесят дев'ять (Bill of Rights)
- Акт про престолонаслідування — 1701 (Act of Settlement): Визначає королівське потомство і право вступу на престол.

## Конституційні тексти канадського походження
Хоча ряд текстів був написаний англійським парламентом, деякі серед них особливим чином зробили свій внесок в Конституцію Канади. Втім, Конституційний акт 1867 включає всі конституційні тексти англійського походження, що не були потім змінені ні судовою практикою, ні канадським Парламентом.
- Королівська декларація 1763 року
- Акт про Квебек (1774)
- Конституційний акт 1791 року
- Акт про Союз (1840)
- Конституційний акт 1867
- Вестмінстерський статут (1931)
- Канадський акт 1982
- Конституційний акт 1982 року